# Phyllomacromia lamottei
Phyllomacromia lamottei là loài chuồn chuồn trong họ Macromiidae. Loài này được Legrand miêu tả khoa học đầu tiên năm 1993.